# Ирано-туркменская граница
Ирано-туркменская граница (перс. مرز ایران–ترکمنستان‎, туркм. Türkmenistan-Eýran serhedi) — государственная граница, которая проходит между двумя азиатскими странами: Туркменистаном с севера и Ираном с юга. Граница начинается с юго-восточного берега Каспийского моря и заканчивается на стыке границы Ирана, Туркменистана и Афганистана. Общая протяжённость границы составляет 1148 км.

## Описание
Граница начинается на побережье Каспийского моря к югу от туркменского города Эсенгулы. Затем она идёт по суше в восточном направлении по ряду прямых линий через бесплодные солончаки на протяжении 50 км до реки Атрек, по течению которой она следует на протяжении 124 км до точки к югу от туркменской деревни Чат. Затем граница продолжается по суше на северо-восток через горный хребет Копетдаг на протяжении 151 км, прежде чем достичь реки Сумбар, по которой она затем следует на протяжении 41 км. Затем граница продолжается по суше через горные хребты по широкой юго-восточной дуге на протяжении 455 км до окрестностей иранской деревни Чахчахех. Отсюда проходит прямой участок на протяжении 77 км до реки Теджен, по течению которой она следует на юг на протяжении 120 км до афганской точки пересечения.
Пограничная зона в основном безлюдна, за исключением центрального участка вокруг Ашхабада на туркменской стороне; этот участок границы наряду с западным примерно параллелен автомагистралям. Туркменский участок Закаспийской железной дороги также примерно проходит параллельно границе на центральном участке, проходя менее чем в полумиле к северу от границы в окрестностях иранского города Лотфабада. На иранской стороне примерно в 50 милях к югу от границы проходят основные автомагистрали, соединяющие города Горган, Боджнурд и Мешхед, а также дороги, соединяющие небольшие города на севере.

## История
Граница была унаследована от старой границы между Персией и СССР, которая в значительной степени приняла свою нынешнюю форму в XIX веке после завоевания Россией Центральной Азии и аннексии ею Кокандского ханства и Бухарского эмирата в 1865-68 годах. В 1869 году Персия и Россия договорились, что река Атрек будет границей между ними. Эта граница была установлена, а затем расширена на восток до окрестностей Ашхабада в 1881 году после дальнейшего продвижения России на туркменские земли, а затем до границы с Афганистаном в 1893 году. В последующие годы произошли различные дальнейшие делимитации этой границы. Дальнейшие небольшие изменения были внесены в период 1954-57 годов, когда Иран и СССР договорились более чётко разграничить свою общую границу, включая район дельты Атрека, который с тех пор изменился из-за сокращения Каспийского моря.